# ولادیمیر هریوناک
ولادیمیر هریوناک (اسلواکی: Vladimír Hrivnák; ۲۳ آوریل ۱۹۴۵ – ۱۷ اکتبر ۲۰۱۴) بازیکن و مربی فوتبال اهل چکسلواکی بود.
از باشگاه‌هایی که در آن بازی کرده‌است می‌توان به باشگاه فوتبال اسلوان براتیسلاوا اشاره کرد.
وی همچنین در تیم ملی فوتبال چکسلواکی بازی کرده‌است.